# Richard Sherman
Richard Kevin Sherman (* 30. März 1988 in Compton, Kalifornien) ist ein US-amerikanischer American-Football-Spieler auf der Position des Cornerbacks. Er spielte sieben Jahre für die Seattle Seahawks, drei Jahre für die San Francisco 49ers und ein Jahr für die Tampa Bay Buccaneers in der National Football League.
Sherman wurde 2011 in der fünften Runde des NFL Drafts an 154. Stelle von den Seattle Seahawks ausgewählt. Gemeinsam mit den anderen Defensive Backs der Seahawks bildete er die „Legion of Boom“. Anschließend spielte er von 2018 bis 2020 für die San Francisco 49ers. Sherman galt als einer der besten Cornerbacks seiner Zeit.

## College
Sherman begann seine College-Karriere 2006 an der Stanford University als Wide Receiver und wurde nach der Saison als All-American Freshman ausgezeichnet. Nachdem er in den nächsten zwei Jahren 47 Pässe fing, zog er sich nach dem 4. Spieltag 2008 eine Knieverletzung zu, welche die Saison für ihn beendete. In seinem Senior-Jahr wechselte er auf die Position des Cornerbacks und erreichte bis zum Ende seiner College-Karriere 112 Tackles und sechs Interceptions. Er war Teil des Teams, welches 2010 mit einer Bilanz von 12:1 einen Schulrekord aufstellte.
Sherman machte 2010 seinen Abschluss als Bachelor of Arts in Kommunikationswissenschaft, kehrte aber für seinen Masterlehrgang nach Stanford zurück.

## NFL

### 2011
Sherman wurde in der 5. Runde des NFL Drafts 2011 von den Seattle Seahawks ausgewählt. Er sagte hinterher, er sei wütend gewesen, weil Spieler, die er schlechter einschätzte, vor ihm gedraftet wurden. Obwohl er in seiner Rookie-Saison nur in zehn Spielen startete, übertrafen seine Leistungen alle Erwartungen, und er wurde in das PFW All-Rookie Team gewählt. Mit vier Interceptions, 16 verhinderten Pässen und 55 Tackles konnte er die besten Werte aller Rookies vorweisen.

### 2012

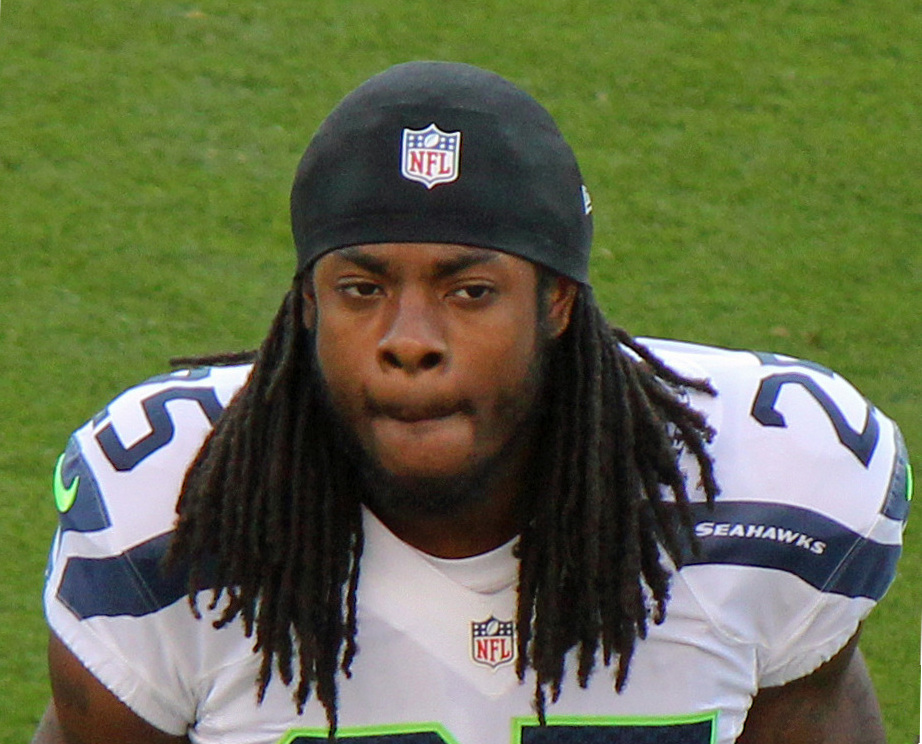
Richard Sherman (2012)

Am 14. Spieltag gelangen ihm gegen den Quarterback der Arizona Cardinals, John Skelton, zwei Interceptions, zwei Tackles, ein Assist, ein gewonnener Fumble und ein Touchdown. Somit hatte er maßgeblichen Anteil am 58:0-Sieg, der den höchsten Zu-null-Sieg der Vereinsgeschichte darstellt.
Am 15. Spieltag hatte Sherman gegen Colin Kaepernicks San Francisco 49ers fünf Tackles und eine Interception. Außerdem trug er den Ball nach einem geblockten Field Goal der 49ers über 90 Yards zu einem Touchdown zurück.
Im Dezember 2012 konnte er eine drohende Sperre über vier Spiele wegen der Einnahme von leistungssteigernden Substanzen verhindern, indem er erfolgreich Einspruch einlegte. Vor dem ersten Play-off-Spiel gegen die Washington Redskins sagte Redskins-Linebacker Kedric Golston über Sherman auf Grund dessen erfolgreich abgewendeter Sperre: „Er ist ein Betrüger.“

### 2013

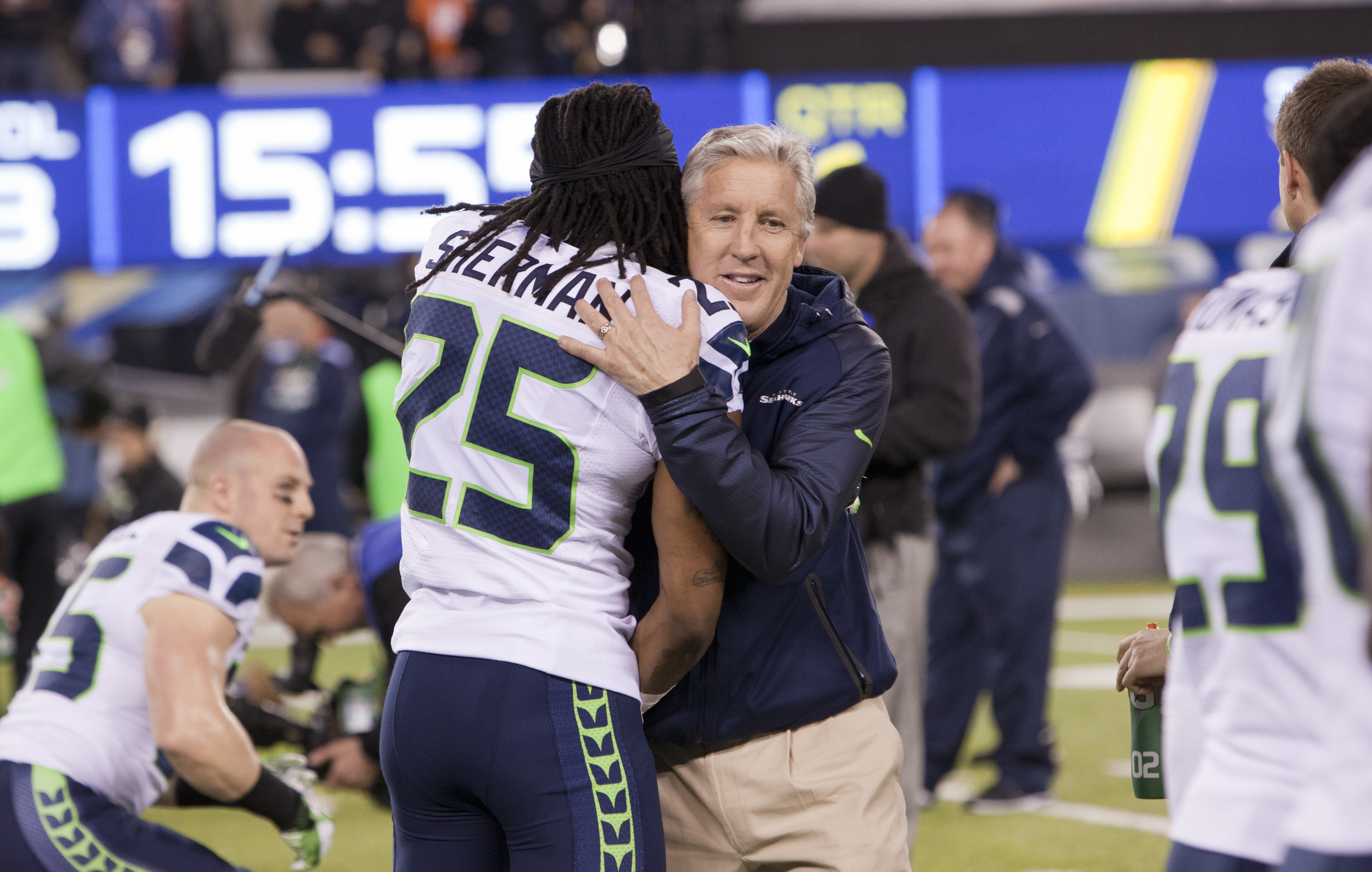
Headcoach Pete Carroll umarmt Richard Sherman beim Super Bowl XLVIII

Sherman war einer der Führungsspieler der Legion of Boom, der Secondary der Seattle Seahawks, die in diesem Jahr die wenigsten Yards im Passspiel zuließ. Damit bildeten sie die Basis für den Erfolg auf dem Weg zum ersten Super Bowl in der Geschichte der Seattle Seahawks. Er beendete das Jahr mit acht Interceptions und führte damit die NFL an. Auf Grund dieser starken Leistungen wurde er mit den meisten Stimmen für einen Defense-Spieler in den Pro Bowl gewählt.
In den Play-offs spielte Sherman eine entscheidende Rolle. Mit dem letzten Spielzug im NFC Championship Game gegen die San Francisco 49ers warf der Quarterback der 49ers, Colin Kaepernick, den Ball in Richtung Michael Crabtree, der von Sherman in der Endzone in Manndeckung genommen wurde. Da die Seahawks zu diesem Zeitpunkt mit sechs Punkten in Führung lagen, hätte ein erfolgreicher Pass wahrscheinlich das Aus in den Play-offs bedeutet. Sherman konnte den Ball mit den Fingerspitzen zu seinem Mitspieler Malcolm Smith ablenken, dem daraufhin die entscheidende Interception gelang. Diese Aktion wurde später von den Medien „Immaculate Deflection“ (unbefleckte Ablenkung, eine Anspielung auf die Immaculate Reception (unbefleckte Annahme), welche im Englischen ein Wortspiel mit dem Begriff der unbefleckten Empfängnis (Immaculate Conception) ist) getauft und von den Fans der Seahawks später zum wichtigsten Spielzug in der Geschichte der Franchise gewählt.
Im Super Bowl XLVIII kam es zum Duell der besten Defense der NFL gegen die beste Offense. Die Verteidigung der Seahawks konnte sich dabei unerwartet leicht gegen Quarterback Peyton Manning und die Denver Broncos durchsetzen; so kam es zu einem deutlichen 43:8-Sieg.

### 2014
Am 7. Mai 2014 verlängerte Sherman für ein Gehalt von 57,4 Millionen US-Dollar seinen Vertrag um vier Jahre. Zu diesem Zeitpunkt war er somit der bestbezahlte Cornerback der NFL.
Im Juni 2014 setzte sich Sherman bei der Wahl zum Cover-Athleten von Madden15 gegen Cam Newton durch. Starke Leistungen brachten ihm nach dem 19:3-Sieg gegen die San Francisco 49ers eine Auszeichnung zum „NFC Defensive Player of the Week“ ein. In allen 16 Partien der Regular Season 2014 wirkte er als Starter mit und konnte so mit dazu beitragen, dass die Seahawks mit einer 12:4-Bilanz nicht nur ihre Division gewinnen konnten, sondern auch die Spitzenposition in der Setzliste der NFC. Wie im Vorjahr wurde er wieder für den Pro Bowl nominiert  und wie im Vorjahr erreichte er mit den Seahawks das Finale. Einen Tag nach der 24:28-Niederlage im Super Bowl XLIX  musste er sich wegen eines Bänderrisses einer Tommy John Surgery am linken Ellbogen unterziehen.
Eine weitere Auszeichnung wurde ihm durch das "Kansas City Committee of 101" zuerkannt. Er wurde zum "Defensive Player of the Year" 2014 gewählt.

### 2015

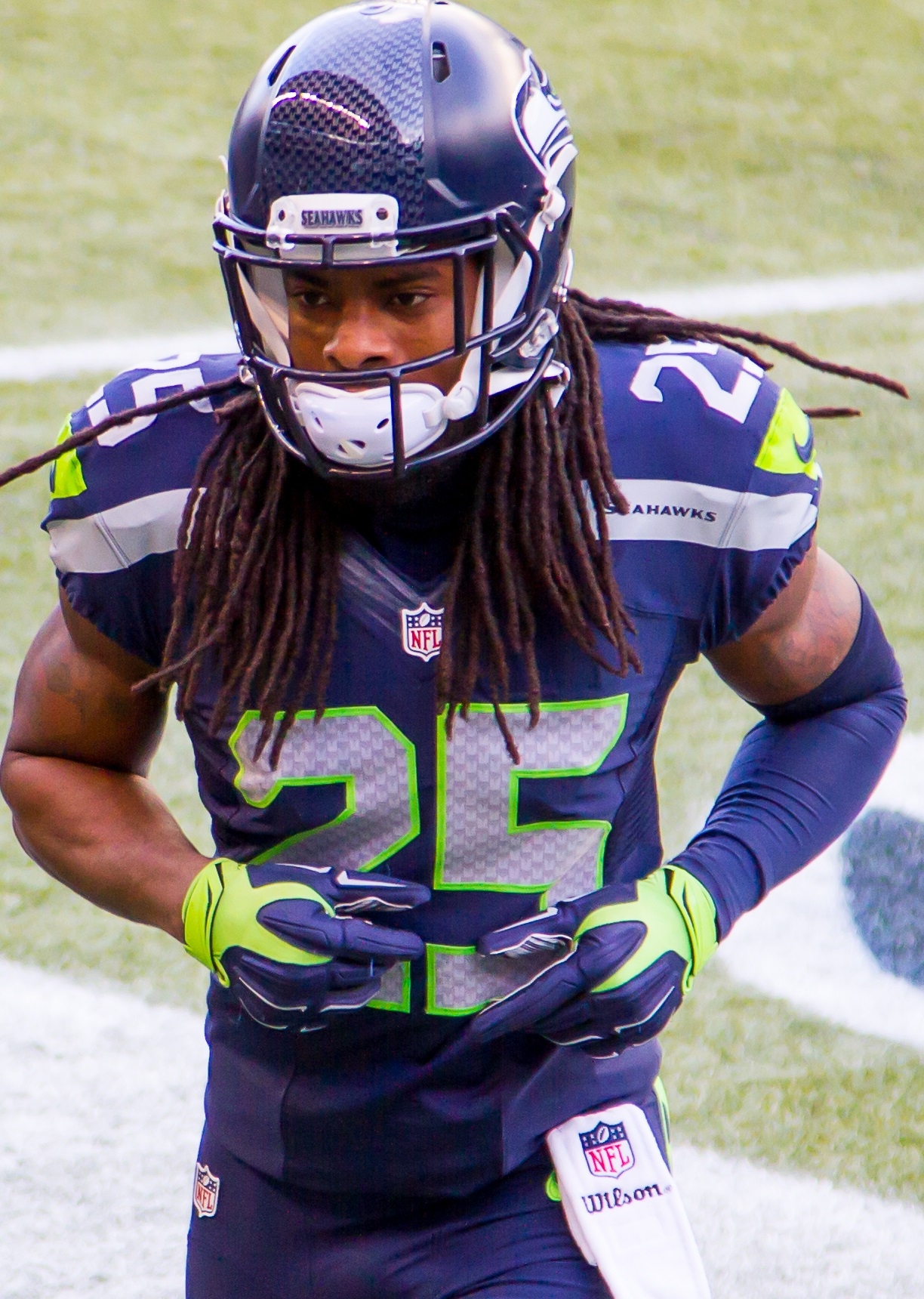
Richard Sherman (2015)

Auch in die Saison 2015 ging Sherman als Nr. 1-Cornerback der Seahawks und absolvierte alle 16 Spiele als Starter. Zum dritten Mal in Folge wurde er für den Pro Bowl nominiert. Die NFL-Spieler wählten ihn in diesem Jahr auf Platz 20 der „NFL Top 100 Players 2016“.

### 2016
Überzeugende Leistungen in der Saison 2016, unter anderem vier Interceptions und elf verteidigte Pässe, führten zu einer weiteren Pro Bowl-Nominierung.
Erst nach der Saison 2016 wurde bekannt, dass Sherman, der wiederum alle 16 Spiele als startender Cornerback bestritten hatte, in der zweiten Jahreshälfte durch eine Innenbandverletzung am rechten Knie stark gehandikapt war. Der Verdacht, die Seattle Seahawks könnten die Verletzung verschwiegen haben, führte zu Ermittlungen der NFL, die jedoch letztendlich fallen gelassen wurden; Strafen wurden nicht verhängt.

### 2017
Auch die folgende Saison war von Verletzungen geprägt. So führte eine gerissene Achillessehne in Woche 10 (22:16-Sieg bei den Arizona Cardinals) dazu, dass seine Serie von 106 Spielen in Folge, davon 100 als Starter, endete. Dies bedeutete nicht nur das Saisonaus, sondern läutete gleichzeitig das Ende seiner Zeit bei den Seattle Seahawks ein, wo er am 9. März 2018 offiziell entlassen wurde.

### 2018

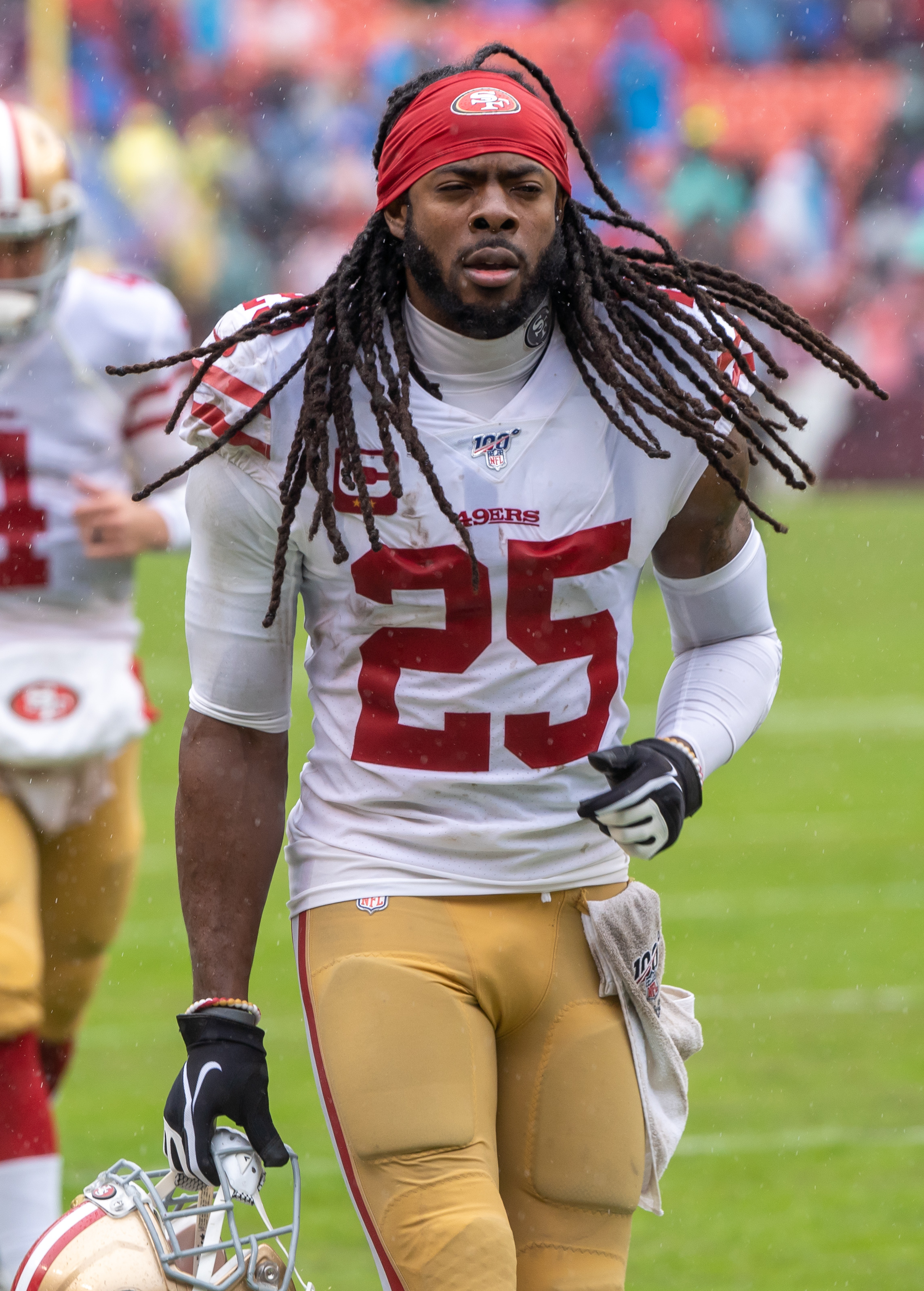
Richard Sherman im Trikot der 49ers (2019)

Am 10. März 2018 unterschrieb Sherman einen Dreijahresvertrag über 39 Millionen Dollar bei den San Francisco 49ers. In seiner ersten Saison mit den 49ers startete er in 14 Spielen, konnte aber zunächst nicht an seine herausragenden Leistungen in der vergangenen Zeit bei den Seahawks anknüpfen.

### 2019
In der Saison 2019 zeigte Sherman herausragende Leistungen. Er wurde in den Pro-Bowl und sogar in die zweite Mannschaft des All-Pro berufen. Er erzielte 3 Interceptions und verteidigte 11 Pässe. Vor allem aufgrund ihrer exzellenten Defense konnten die 49ers den Superbowl erreichen, in welchem sie allerdings den Kansas City Chiefs unterlagen. Im Superbowl zeigte Sherman jedoch keine gute Leistung, da er 3 Minuten vor Schluss ein Tackle gegen Damien Williams verpasste, welches den Chiefs ermöglichte in Führung zu gehen. Sherman verpasste somit seinen zweiten Superbowl Titel.

### 2020
Nachdem Sherman aufgrund Verletzungen in der Saison 2020 nur in 5 Spielen zum Einsatz kam, verlängerten die 49ers seinen Vertrag am Ende der Saison nicht mehr.

### 2021
Am 14. Juli 2021 rief Shermans Ehefrau die Polizei, da er in betrunkenem Zustand versucht hatte, sich Zutritt zu ihrem Haus zu verschaffen und ihren Vater bedroht hatte. Sherman wurde daraufhin verhaftet, kam später aber wieder ohne Kaution auf freien Fuß. Im Zusammenhang mit diesem Vorfall wurden schwere psychische Probleme Shermans öffentlich. Dieser gab bekannt, sich in Behandlung zu geben.
Am 29. September 2021 nahmen die Tampa Bay Buccaneers Sherman für ihre durch Verletzungen geschwächte Secondary unter Vertrag.

## Streitfigur
Während seiner noch recht kurzen NFL-Karriere fiel Sherman nicht nur durch seine sportliche Leistungen auf, sondern sorgte auch des Öfteren durch Trash-Talk auf dem Spielfeld für Aufsehen. In die Schlagzeilen geriet er insbesondere nach dem NFC Championship Game der Saison 2013 gegen die San Francisco 49ers, als er, unmittelbar nach seiner siegbringenden Interception, seinen Gegenspieler Michael Crabtree als jämmerlichen Receiver (sorry receiver) bezeichnete. Sherman äußert sich häufig zu politischen und sozialen Themen wie Rassismus und Polizeigewalt.